# Новокузнецкий автобус
Новокузне́цкий автобус — пассажирская автотранспортная система, охватывающая территорию города Новокузнецка и его пригороды. Из-за того, что Новокузнецк является крупнейшей частью полицентрической агломерации Кемеровской области, автобусная система города неизбежно пересекается с автобусными системами соседних городов.
По состоянию на август 2024 года стоимость проезда для категорий граждан, не имеющих льгот, составляет 38 рублей наличным способом, 33 безналичным. Для пенсионеров проезд составляет 20 рублей наличным и 17 рублей безналичным способом оплаты, а для школьников — 23 и 19 рублей соответственно. В городе также имеются месячные, недельные и дневные проездные билеты, действующие на всех городских маршрутах автобусов, троллейбусов и трамваев без ограничения количества поездок.

## История

История общественного транспорта Новокузнецка
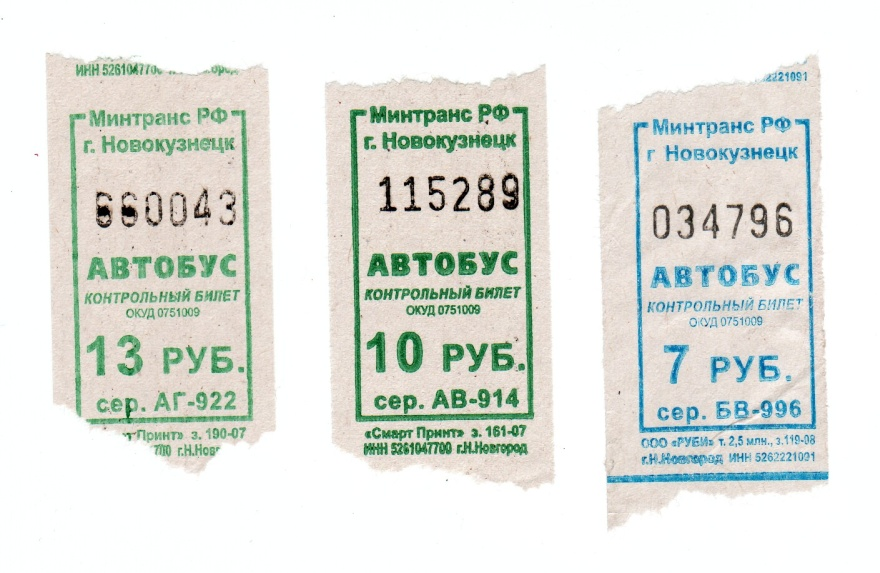
Автобусные билеты в 2000-х годах на муниципальном транспорте
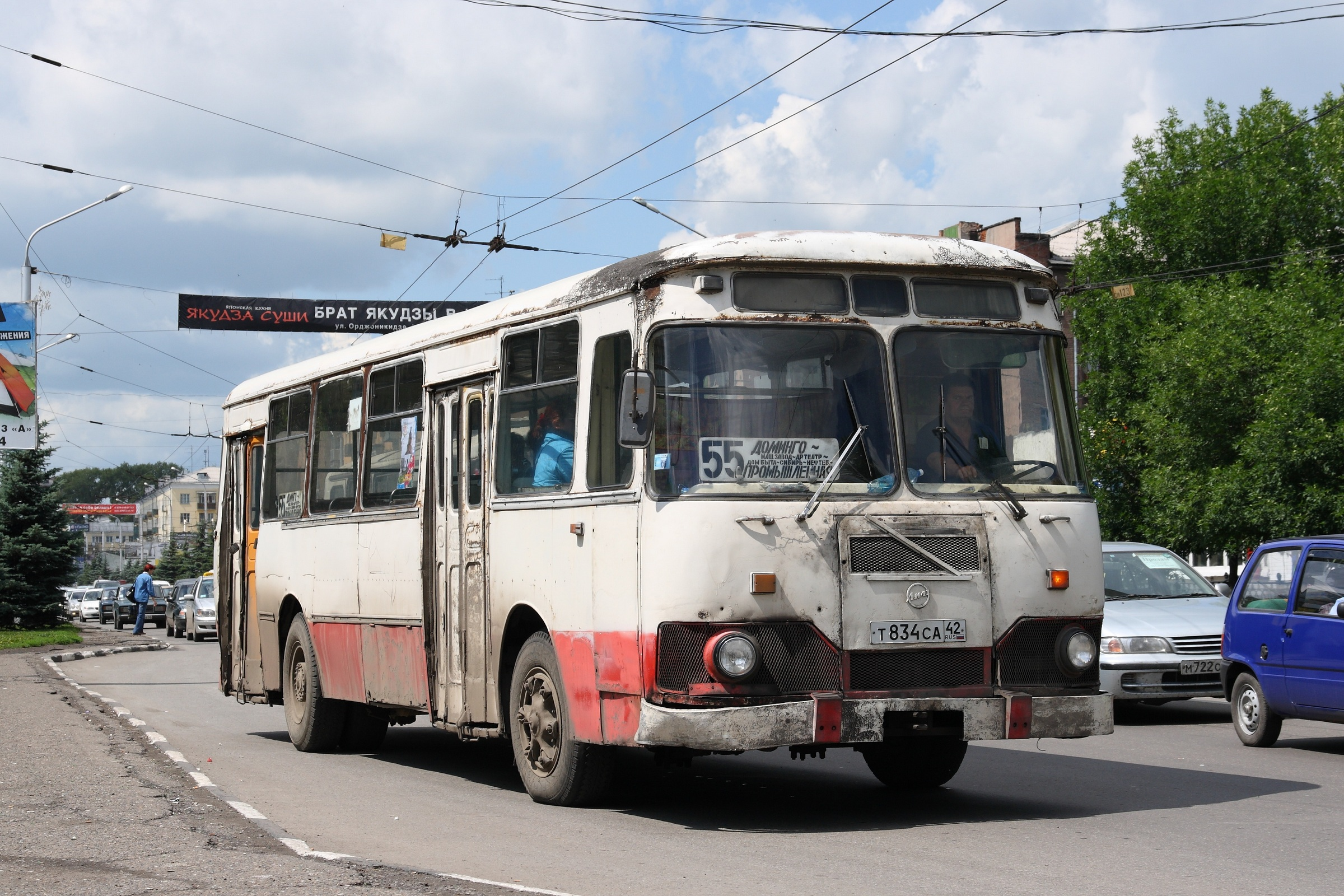
ЛиАЗ-677М в Новокузнецке, 2008 год
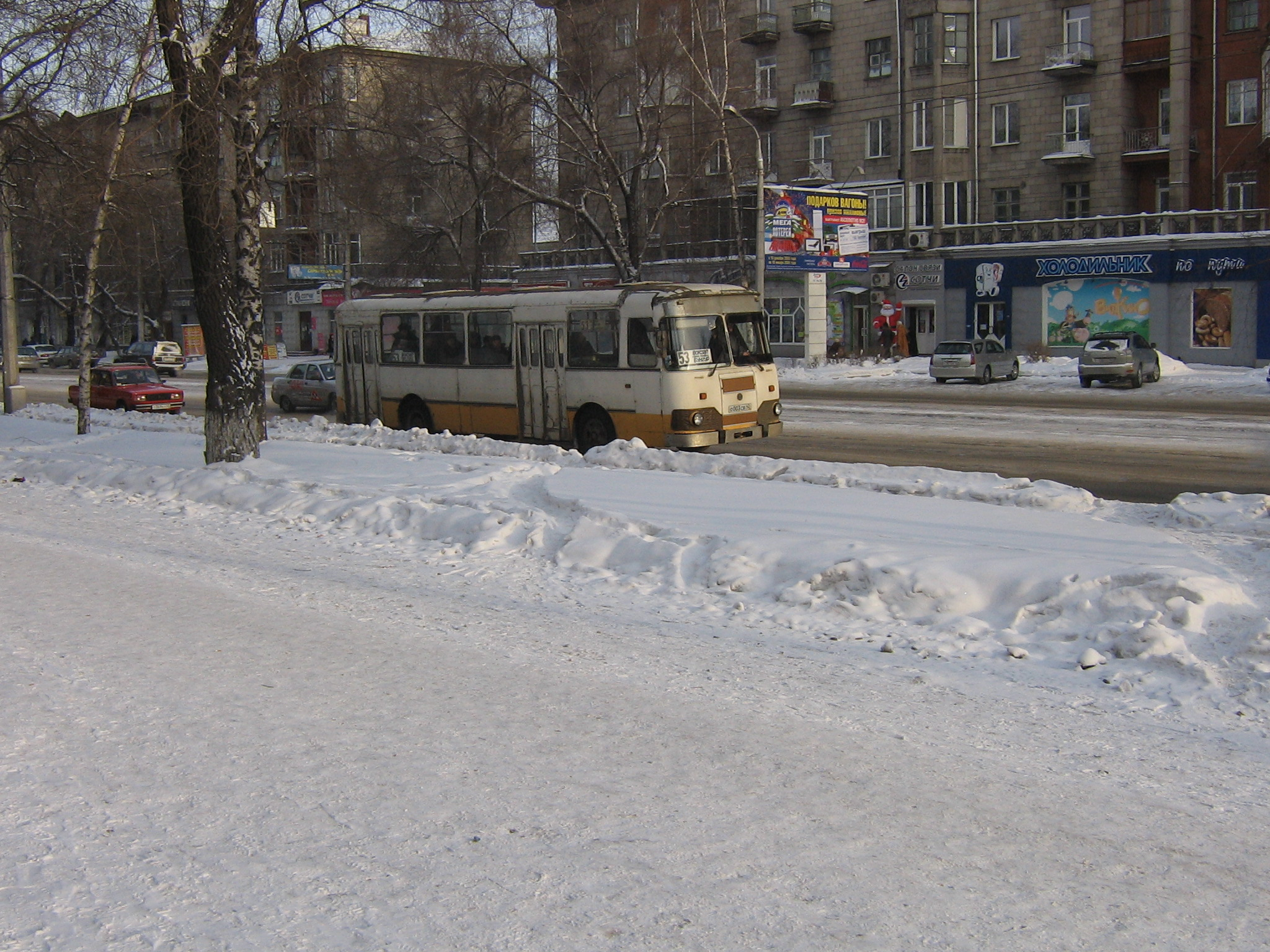
ЛиАЗ-677М в Новокузнецке, 2008 год
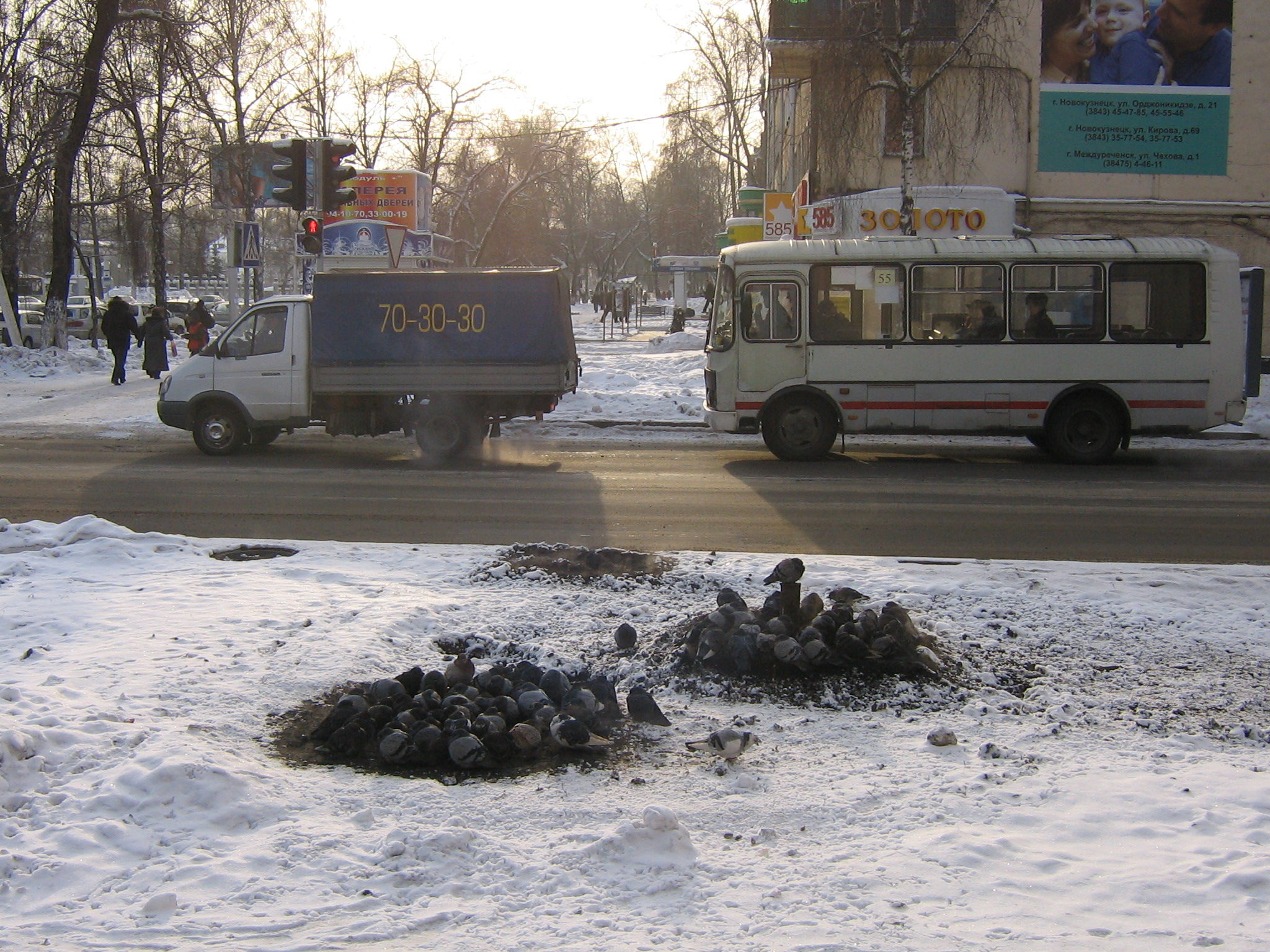
ПАЗ-3205 в Новокузнецке

Первые автобусы в Новокузнецке появились в 1931 году. К 1981 году число автобусных маршрутов составило около 50, в 1982 году была создана Центральная диспетчерская служба, в конце 1980-х годов на линии работали ЛиАЗы и Икарусы, в середине 1990-х годов функционировали автобусы-экспрессы «5» и «7», ходивший от вокзала в Кузнецкий-Орджоникидзевский и Заводской районы.
С конца 1990-х годов появляются частные автоперевозчики. В 1996 работало 4 ПАТП (ПАТП № 1 — 855 сотр., МП ПАТП № 2 — 645 сотр., МП ПАТП № 4 — 451 сотр., МП ПАТП № 5 — 454 сотр.).
В конце 2000-х годов началось внедрение на маршрутах Новокузнецка системы «ГЛОНАСС», а также переход на использование в качестве топлива метана.
В 2010-х годов большинство частных перевозчиков стали использовать ПАЗы.
С 2014 началось внедрение транспортных карт.
В 2017 году был проведён конкурс на 3 года между отдельными перевозчиками.
В 2019 году был проведён ещё один конкурс на обслуживание автобусных маршрутов после транспортной реформы 2020 года, большее число контрактов было рассчитано на 10 лет. Подавляющее большинство маршрутов выиграло ООО «Питеравто». С 2020 года используется транспортная карта.

## Структура
Есть следующие виды маршрутов:
- Внутригородские маршруты.
- Пригородные и межмуниципальные маршруты, обслуживаемые без диспетчерской автовокзала, так и отправляющиеся с перрона автовокзала. Часть маршрутов обслуживается как пассажирскими предприятиями соседних городов, так и частными перевозчиками.
- Междугородные и межобластные маршруты в города Кемеровской, Новосибирской, Томской областей, Алтайского и Красноярского краёв, Республики Алтай.

Функции разных групп маршрутов пересекаются из-за большой площади Новокузнецка и близкого расположения городов агломерации. Так, время поездки на автобусе городского маршрута в отдалённые районы Новокузнецка (Новоильинский, Абашево, Абагур-Лесной) примерно совпадает с временем поездки на пригородном автобусе до ближайших соседних городов (Осинники, Прокопьевск).
В городе работает 1 пассажирское автотранспортное предприятие, обслуживающих муниципальный заказ: АО «ПАТП», а также осуществляется работа нескольких индивидуальных предпринимателей и компаний по обслуживанию автобусных маршрутов (преимущественно, работающие на городских маршрутах).

## Перевозчики и обслуживаемые ими маршруты

### АО «ПАТП»
Старейшее автотранспортное предприятие города, осуществляет перевозку пассажиров по 2 внутригородским (№№ 7 и 345), чуть более 30 пригородным, 7 междугородним (№№ 530, 550, 552, 553, 554, 607 и 693) и 1 межобластному маршруту (№ 700). Внутригородские маршруты, обслуживаемые предприятием проходят по территориям Заводского, Центрального, Кузнецкого и Орджоникидезвского районов. C 22 октября 2021 года после объединения ОАО «ПАТП № 1» и ОАО «ПАТП № 4» стало АО «ПАТП».

### Частные предприятия
Как таковых маршрутных такси в привычном понимании в Новокузнецке нет — в начале 2000-х годов были ликвидированы последние маршруты, обслуживаемые микроавтобусами. Это способствовало развитию коммерческого общественного автомобильного транспорта в Новокузнецке. На коммерческих маршрутах, обслуживаемых частными предпринимателями, а также частично в ОАО «ПАТП № 1» и ОАО «ПАТП № 4» работали преимущественно автобусы марки ПАЗ-3205 и родственные модели (ПАЗ-320402-03, ПАЗ-4230 «Аврора», ПАЗ-4234). Как правило, коммерческие маршруты мало отличались от аналогичных маршрутов муниципального заказа, но взимали за проезд повышенный тариф, имея повышенную маршрутную скорость. Работали 450 автобусов. Известные частные перевозчики: «Автолайн», «РВСА». В настоящее время местные частные перевозчики осуществляют перевозку пассажиров с предоставлением льгот по нескольким внутригородским и пригородным маршрутам по муниципальному заказу. Также часть частных перевозчиков работают по нерегулируемому тарифу на межмуниципальных маршрутах без предоставления льгот.

### Транспортная реформа
C 18 ноября 2020 года в Новокузнецке проходит транспортная реформа. Согласно новому проекту маршрутной сети Новокузнецка число автобусных маршрутов сократилось почти вдвое (до 43), включая летние и иные рейсы, обозначающиеся символом *. Маршрутная сеть города была резко переформатирована. Были введены магистральные (5) и подвозящие (29) маршруты. На магистральных маршрутах ездят длинномеры и повышенной вместимости, а на подвозящих повышенной и средней вместимости. Была введена единая стоимость проезда в транспорте. Также существует возможность проехать по одному билету при оплате банковской или транспортной картой с одной пересадкой на автобус иного маршрута в течение 60 минут. Оплата стала централизована. Для каждого маршрута существует свой централизованный заказ.
Прежние перевозчики были заменены новыми, большую часть маршрутов получило ООО «Питеравто», фактически монополизировав маршрутную сеть города. На данный момент лишь на маршрутах №№ 2, 18, 22, 24, 50, 65, 82 работают местные частные перевозчики, а на маршрутах № 7 и 345 — АО «ПАТП». Начало транспортной реформы было провальным, несмотря на значительное сокращение штата работников с прежних предприятий, они не желали устраиваться в «Питеравто», которые столкнулись с сильной нехваткой водителей, из иных регионов России были командированы часть водителей. Реформа вызвала ряд недовольств со стороны жителей города и спустя несколько дней около администрации города прошёл стихийный митинг, а 23 ноября возмущённые жители города собрались в здании администрации. Старт реформы также был провален тем, что на маршруты №№ 4 и 87 не заявился перевозчик, в результате чего его несколько месяцев обслуживало ОАО «ПАТП № 4», а из-за нехватки водителей у «Питеравто» на маршруте 345 несколько месяцев продолжали легально работать местные частные перевозчики на ПАЗ-32054. Также из-за многочисленных жалоб жителей в начале 2021 года вернули маршруты № 5 и 7 (бывший № 15).
В конце 2023 года администрация Новокузнецка расторгла один из контрактов с ООО «Питеравто» по маршруту № 345 из-за неудовлетворительного обслуживания. Ожидается, что и далее часть контрактов с «Питеравто» будет расторгнута. По состоянию на август 2024 года в городе до сих пор сохраняется острая нехватка водителей. Это приводит к высоким показателям срывов графика движения, что негативно сказывается на транспортной системе и пассажирах

## Подвижной состав

#### На городских маршрутах
- Volgabus-5270.G2/.GH/.0H
- Volgabus-6271.G2
- КАВЗ-4270-80
- НефАЗ-5299
- МАЗ-203.047
- ЛиАЗ-5292.65
- Lotos-206
- ZhongTong LCK6105HGC Fashion/LCK6860HGN

#### На пригородном сообщении
- НефАЗ-5299
- ЛиАЗ-5256.62
- ЛиАЗ-5292.65
- ЛиАЗ-6213.65
- МАЗ-103
- МАЗ-206/226
- ПАЗ-3203
- ПАЗ-3204
- ПАЗ-3205
- ПАЗ-4234
- КАВЗ-4238
- Volgabus-5285.G2

## Примечание
1. ↑  Проездные билеты в общественном транспорте сулят большую выгоду новокузнецким пассажирам (ФОТО, ВИДЕО). Город Новостей. Дата обращения: 13 августа 2024. Архивировано 27 июня 2022 года.
2. ↑  Новокузнецк. Туристская схема / сост. и подгот. к печати ф-кой № 3 ГУГК в 1981 г.; ред. В.Д. Топчилова; текст С.Д. Тивякова. — М.: ГУГК, 1984. Архивировано 21 ноября 2022 года.
3. ↑  Новокузнецк — Схемы. Городской электротранспорт — База данных / Фотогалерея (26 марта 2012). Дата обращения: 21 ноября 2022. Архивировано 21 ноября 2022 года.
4. ↑  Простенько и со вкусом. ОАО "ПАТП-1" Новокузнецка стало АО "ПАТП". КузПресс: новости Новокузнецка и Кузбасса (22 октября 2021). Дата обращения: 22 октября 2021. Архивировано из оригинала 22 октября 2021 года.
5. 1 2  Карина Миллер. Толпы людей на остановках, проезд по 25 и никакого графика: как началась транспортная реформа в Новокузнецке. NGS42.RU (18 ноября 2020). Дата обращения: 5 апреля 2025. Архивировано 29 апреля 2025 года.
6. ↑  Проект новой маршрутной сети города решают горожане. Администрация г.Новокузнецка. Дата обращения: 18 февраля 2020. Архивировано 18 февраля 2020 года.
7. ↑  Справочник маршрутов 2020 года. Дата обращения: 7 сентября 2020. Архивировано из оригинала 27 сентября 2020 года.
8. ↑  «Добились своего»: в «Питеравто» официально прокомментировали старт транспортной реформы (недоступная ссылка — история).
9. ↑  Транспортная реформа в Новокузнецке: итоги первого года. Российская академия транспорта (30 ноября 2020). Дата обращения: 5 апреля 2025. Архивировано 1 февраля 2024 года.
10. ↑  итоги транспортной реформы в Новокузнецке. Дата обращения: 1 февраля 2024. Архивировано 28 марта 2023 года.
11. ↑  С утра понедельника в Новокузнецке начнёт курсировать автобус №7 - Новости Новокузнецка. Кемеровская область, Кузбасс. www.city-n.ru. Дата обращения: 1 февраля 2024. Архивировано 1 февраля 2024 года.
12. 1 2  Новокузнецк разорвёт некоторые контракты с «Питеравто». Город Новостей. Дата обращения: 1 февраля 2024. Архивировано 1 февраля 2024 года.
13. ↑  Власти сообщили о нехватке почти 300 водителей общественного транспорта в Новокузнецке. vse42.ru (8 мая 2024). Дата обращения: 13 августа 2024. Архивировано 6 августа 2024 года.